# Internal Displacement Monitoring Centre
Das Internal Displacement Monitoring Centre (IDMC) ist eine internationale Nichtregierungsorganisation mit Sitz in Genf, das eine Online-Datenbank mit umfassenden Informationen und Analysen zu Binnenvertreibungen in rund 50 Ländern betreibt.

## Geschichte
Nachdem die Generalversammlung der Vereinten Nationen im Dezember 1997 einen dringenden Bedarf an umfassenden Analysedaten zu Binnenvertreibungen angab, gründete die NRC Flüchtlingshilfe 1998 das Global IDP Project, das später zum Internal Displacement Monitoring Centre wurde.

## Veröffentlichungen und Tools
Zu den Veröffentlichungen und Tools des IDMC gehören:
- Global Report on Internal Displacement (GRID): jährlich herausgegebener Bericht zu weltweiten Binnenvertreibungen
- Internal Displacement Updates (IDUs): tägliche Updates zu neuen Vertreibungsereignissen
- Länderseiten: Überblick über die neuesten Zahlen und Analysen zur Binnenvertreibung in den einzelnen Ländern
- Global Disaster Displacement Risk Platform: ein Tool zur Analyse von Vertreibungsrisiken
- Forschungsarbeiten: thematische Berichte, Länderberichte und Fallstudien zu Binnenvertreibungen

## Finanzierung
Folgende Organisationen finanzieren das IDMC: die US Agency for International Development (USAID), das norwegische Außenministerium, das australische Außenministerium, die Schwedische Agentur für internationale Entwicklungszusammenarbeit, die Europäische Kommission, die Internationale Organisation für Migration, das liechtensteinische Außenministerium, das deutsche Auswärtige Amt und das Eidgenössische Departement für auswärtige Angelegenheiten der Schweiz.